# 수영 개인혼영 400m 대한민국 기록 추이
수영 개인혼영 400m 대한민국 기록 추이는 다음과 같다.

## 남자
| # | 기록        | 차이       | 선수   | 소속             | 날짜         | 대회명                                            | 개최 도시             | 경기장                          | 주석 및 기타                              | 동영상 |
|   | 5분 54초 8  | -          | 배철호 | 오산고           | 1969. 08. 16 | 제41회 전국 남녀 학생 수영 대회                   | 대한민국 서울         | 서울운동장 수영장               | 종전 5분 56초 6                           |        |
|   | 5분 14초 7  |            | 조오련 | 양정고등학교     | 1970. 09. 13 | 한국대표급수영공인기록회                          | 대한민국 서울         |                                 | 종전기록 : 5분 29초 0                     |        |
|   | 5분 06초 1  | -          | 조오련 |                  | 1972. 10. 08 | 제53회 전국 체육 대회                             | 대한민국 서울         | 태릉 국제 수영장                | 종전 5.07.4                               |        |
|   | 5분 01초 3  | - 0.5초    | 조오련 | 고려대           | 1973. 06. 30 | 제28회 전국 남녀 초중고 대학별 수영 대회          | 대한민국 서울         | 사직공원 시영 풀장              | 종전기록 : 5분 01초 8                     |        |
|   | 4분 58초 79 | - 2.51초   | 박성수 | 전북체고등학교   | 1983. 06. 19 | 제8회 아산기 쟁탈 전국 수영 대회                  | 대한민국 서울         | 잠실 실내 수영장                | [ 5 ]                                     |        |
|   | 4분 57초 51 | - 1.28초   | 방준영 | 경기고           | 1983. 07. 15 | 제11회 해군참모총장기수영대회                     | 대한민국 서울         | 서울운동장수영장                | [ 6 ]                                     |        |
|   | 4분 50초 41 |            | 박성수 | 상무             | 1986. 03. 01 | 대표 선수 기록 평가회                             | 대한민국 서울         | 태릉훈련원수영장                | 종전. 4분 50초 91                         |        |
|   | 4분 46초 30 | - 4.11초   | 박성수 | 상무             | 1986. 04. 19 | 제41회 전국 수영 대회                             | 대한민국 대구         | 두류 수영장                     | [ 8 ]                                     |        |
|   | 4분 43초 64 |            | 이재수 | 공주사대         | 1987. 06. 20 | 제7회 아산기 쟁탈 전국 수영 대회                  | 대한민국 온양         | 온양 실내 수영장                | 종전. 4분 45초 56(8개월만)                |        |
|   | 4분 37초 70 |            | 김성태 |                  | 1970. 09. 13 | 전국 체육 대회                                    | 안양 수영장           | 종전기록 : 4분 40초 46 (이재수) |                                           |        |
|   | 4분 33초 88 | - 3.82초   | 김성태 |                  | 1990. 09. 24 | 베이징 아시안 게임                                | 중화인민공화국 베이징 |                                 | 3위.                                      |        |
|   | 4분 31초 84 | - 2.04초   | 김방현 | 양재고           | 1996. 04. 13 | 96 아시아 수영 선수권 대회 파견선수 선발전        | 대한민국 서울         | 한국체육대학교 수영장           |                                           |        |
|   | 4분 30초 35 | - 1.49초** | 김방현 | 양재고           | 1996. 04. 13 | 제5회 아시아 수영 선수권 대회                     | 타이 방콕             | 후아막 실외풀                   | [ 12 ]                                    |        |
|   | 4분 27초 46 |            | 김방현 | 양재고           | 1996. 08. 23 | 제10회 아시아 태평양 에이지 그룹 수영 선수권 대회 | 대한민국 부산         | 사직 실내 수영장                | 1그룹 2위. 종전: 김동현 4분 30초 35 (4월) |        |
|   | 4분 25초 75 | - 1.71초   | 김방현 | 고려대           | 1997. 05. 12 | 제2회 동아시아 경기 대회                          | 대한민국 부산         | 사직 실내 수영장                | 1위                                       |        |
|   | 4분 24초 50 |            | 김방현 | 플로리다대       | 2000.        | 제6회 아시아 수영 선수권 대회                     | 태국 방콕             |                                 |                                           |        |
|   | 4분 24초 41 | - 0.09초   | 김방현 | 대구시설관리공단 | 2003. 10. 13 | 제84회 전국 체육 대회                             | 대한민국 전주         | 완산 수영장                     |                                           |        |
|   | 4분 23초 05 | - 1.36초   | 김방현 | 대구시설관리공단 | 2004. 08. 14 | 제28회 하계 올림픽                                | 그리스 아테네         | 예선 20위                       |                                           |        |
|   | 4분 21초 78 | - 1.27초   | 한규철 | 전남수영연맹     | 2006. 12. 02 | 제15회 아시안 게임                                | 카타르 도하           | 3위                             |                                           |        |
|   | 4분 20초89  | - 0.89초   | 한규철 | 부산체육회       | 2008. 10. 12 | 제89회 전국체육대회 (일반부)                      | 목포 실내수영장       | [ 15 ]                          |                                           |        |
|   | 4분 19초 87 | - 1.02초   | 김민규 | 인천체고         | 2009. 10. 22 | 제90회 전국 체육 대회                             | 대한민국 대전         | 용운 국제 수영장                | 고등부                                    |        |
|   | 4분 17초 83 | - 2.04초   | 신형수 | 국군 체육 부대   | 2009. 10. 22 | 제90회 전국 체육 대회                             | 대한민국 대전         | 용운 국제 수영장                | 일반부                                    |        |
|   | 4분 15초 27 | - 2.56초   | 김민규 | 인천체고         | 2009. 12. 08 | 제5회 동아시아 경기 대회                          | 중화인민공화국 홍콩   |                                 | 2위                                       |        |

## 여자
| # | 기록          | 차이       | 선수   | 소속     | 날짜         | 대회명                                            | 개최 도시           | 경기장               | 주석 및 기타                                 | 동영상 |
|   | 7분 48초 9    |            | 장수일 | 이화여중 | 1961. 8. 14  | 제42회 전국체육대회 (여중부)                      | 대한민국 서울       | 서울 운동장풀        | [ 17 ]                                       |        |
|   | 6분 24초 1(0) |            | 이명희 | 부산여고 | 1969. 07. 27 | 제1회 해군참모총장배 쟁탈 남녀 초중고교 수영 대회 | 대한민국 서울       | 서울운동장 풀        | 종전 6분 26초 2                              |        |
|   | 6분 11초 4    |            | 이명희 | 부산여고 | 1970. 03. 24 | 국제 수영 대회                                    | 대한민국 서울       | 태릉 국제 수영장     | 종전 6분 20초 8                              |        |
|   | 5분 51초 1    | - 3.1초    | 남상필 | 중앙대   | 1974. 04. 27 | 제17회 전국 남녀 수영 선수권 대회                 | 대한민국 서울       | 태릉 국제 수영장     | 종전 6분 03초 6                              |        |
|   | 5분 28초 23   |            | 이시은 | 상명여중 | 1979. 07. 16 | 제34회 전국 종별 수영 대회                        | 대한민국 서울       | 서울운동장수영장     | 중등부. 종전 5분 33초 56                     |        |
|   | 5분 24초 63   | - 3.60초   | 조진아 | 이화여고 | 1979. 07. 16 | 제34회 전국 종별 수영 대회                        | 대한민국 서울       | 서울운동장수영장     | 고등부                                       |        |
|   | 5분 21초 34   | -          | 조진아 | 이화여고 | 1979. 08. 30 | 제4회 아시아 에이지 그룹 수영 대회                | 대한민국 서울       | 서울운동장 풀        | 종전 5분 24초 60                             |        |
|   | 6분 20초 8    | - 3.3초*** | 이명희 | 부산여고 | 1969. 08. 17 | 제41회 전국 남녀 학생 수영 대회                   | 대한민국 서울       | 서울운동장 수영장    | 종전 6분 24초 1                              |        |
|   | 5분 18초 48   | -          | 조진아 |          | 1980. 05. 16 | 아시아 초청 수영 선수권 대회                      | 인도네시아 자카르타 |                      | 종전 5분 24초 34                             |        |
|   | 5분 16초 98   | - 1.50초   | 이시은 | 상명여고 | 1982. 04. 13 | 상비군선발평가전                                  | 대한민국 서울       | 잠실 실내 수영장     | 종전 기록 : 5분 18초 48                      |        |
|   | 5분 12초 50   |            | 최윤정 | 상명여고 | 1982. 08, 28 | 제1회 대통령기 쟁탈 전국 수영 대회                | 대한민국 서울       | 잠실 실내 수영장     | 종전기록: 5분 16초 18                        |        |
|   | 5분 08초 26   |            | 이시은 |          | 1982. 11.    | 제9회 아시안 게임                                 | 인도 뉴델리         |                      | 3위.종전 5.08.34                             |        |
|   | 5분 03초 86   | - 4.40초   | 김수진 | 사직여고 | 1991. 06. 19 | 제19회 해군참모총장배 전국 수영 대회              | 대한민국 서울       | 올림픽 수영장        | [ 29 ]                                       |        |
|   | 5분 00초 74   | - 3.12초   | 김수진 | 사직여고 | 1991. 09. 13 | 제10회 대통령기 전국 수영 대회                    | 대한민국 청주       | 청주실내수영장       |                                              |        |
|   | 4분 57초 49   | - 3.25초   | 김수진 | 사직여고 | 1991.10. 08  | 제72회 전국 체육 대회                             | 대한민국 전주       | 전주 실내 수영장     | [ 30 ]                                       |        |
|   | 4분 57초 01   | - 0.34초 * | 이지현 | 가원중   | 1994. 08. 26 | MBC배 수영 대회                                   | 대한민국 서울       | 올림픽 수영장        | 종전 4분 57초 35(자신)                       |        |
|   | 4분 56초 22   | - 0.79초   | 이지현 | 진선여중 | 1996. 06. 12 | 제24회 해군참모총장배 수영 대회                   | 대한민국 서울       | 올림픽 수영장        | [ 32 ]                                       |        |
|   | 4분 55초 28   | - 0.94초   | 노주희 | 대청중   | 1997. 08. 26 | MBC 수영 대회                                     | 대한민국 서울       | 잠실 실내 수영장     | [ 33 ]                                       |        |
|   | 4분 47초 74   | - 4.22초*  | 조희연 | 서울체고 | 1999. 04. 24 | 제19회 아산배전국수영대회 (여고부 결선)           | 대한민국 부산       | 사직 실내 수영장     | 종전: 4분 51초 96 자신 (97년 8월 서울시대회) |        |
|   | 4분 45초 16   | - 2.58초   | 남유선 | 서울대   | 2004. 08. 14 | 제28회 하계 올림픽                                | 그리스 아테네       |                      | 예선 8위로 결선 진출                         |        |
|   | 4분 43초 29   | - 1.87초   | 정지연 | 경기체고 | 2005. 11. 06 | 제4회 동아시아 경기 대회                          | 중국 마카오         | 마카오 올림픽 수영장 | 1위                                          |        |
|   | 4분 41초 55   | - 1.74초   | 남유선 | 강원도청 | 2009. 10. 22 | 제90회 전국 체육 대회                             | 대한민국 대전       | 용운 국제 수영장     | 종전 04:43.29                                |        |
|   | 4분 39초 89   |            | 김서영 | 경북도청 | 2014. 11. 03 | 제95회 전국 체육 대회                             | 대한민국 제주       | 제주 실내 수영장     |                                              |        |
|   | 4분 39초83    |            | 김서영 | 경북도청 | 2016. 10. 13 | 제97회 전국 체육 대회                             | 대한민국 아산       | 배미 수영장          |                                              |        |
|   | 4분 39초 89   | - 3.90초   | 김서영 | 전북도청 | 2017. 05. 13 | 2017년 국제대회 수영국가대표 선발대회             | 대한민국 김천       | 김천실내수영장       |                                              |        |

## 같이 보기
- 수영 개인혼영 400m 세계 기록 추이
- 수영 대한민국 기록